# نهر عامود (الجليل الأعلى)
عامود، وادي العامود أو نهر العامود، هو نهر في منطقة الجليل الأعلى يصب في بحيرة طبريا، حيث سمي بالعامود نسبة لصخرة تعلو الوادي على شكل عامود ومن هنا جاءت التسمية.
ينبع الوادي من الجليل الاعلى ما بين جبل الجرمق وجبال صفد، وهو يجري في اتجاه الجنوب شرق نحو طبريا حيث يقسم لوادي العامود العلوي ووادي العامود السفلي.

## تاريخ

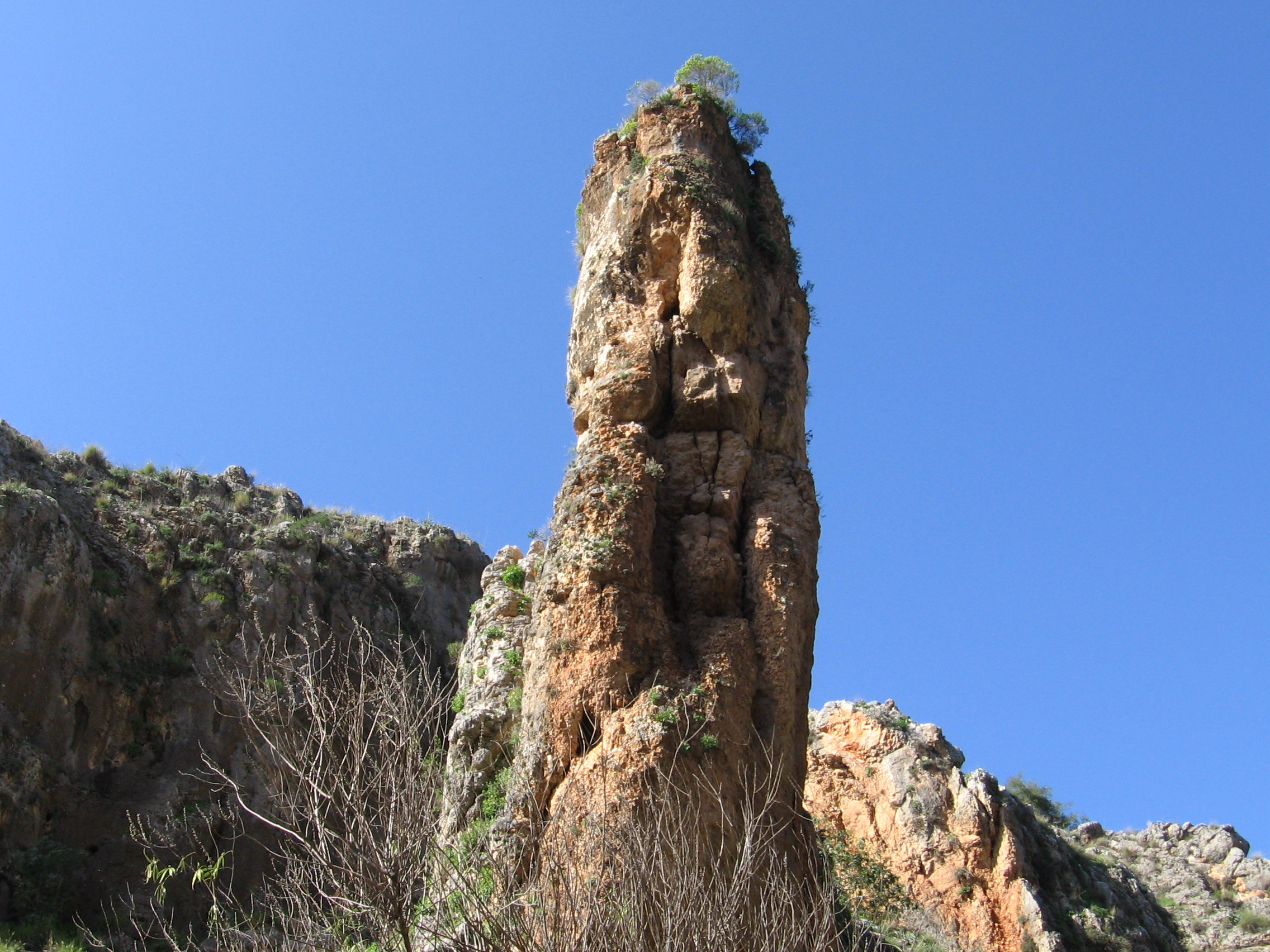
العمود الذي تم تسمية اسم النهر والوادي نسبة له

مصدر تيار المياه هو عند مرتفعات قرية دلاتة  الفلسطينية المهجرة، على ارتفاع 800 متر فوق مستوى سطح البحر. تشمل مستجمعاته المائية، جبل كنعان (955 متر)، وجبل الجرمق (1204 متر)، ويتدفق جنوبا عبر الجليل الشرقي للجزء الشمالي الغربي لبحيرة طبريا - وهو ارتفاع أقل من 200 متر تحت مستوى سطح البحر.
سمي وادي العامود/نهر العامود نسبة لعمود الذي ينبثق ويقف عاليا وشامخا فوق سطح الأرض ويتواجد بالقرب من قناة لتيار مياه نهر العامود التي تقع بالقرب من قرية ياقوق الفلسطينية المهجرة وبالقرب من قرية حقوق اليهودية القديمة. الخانق (ممر ضيق) الذي يشكل القناة عند هذه النقطة يحوي العديد من الكهوف التي كانت تسكن ذات مرة من قبل إنسان هايدلبيرغ ولاحقا من قبل نياندرتال، مثل
مغارة الزوتية ومغارة العامود. كانت هذه الكهوف أهداف أول التنقيبات الاستكشافية بخصوص علم مستحاثات البشر خلال الانتداب البريطاني على فلسطين في السنوات 1925 - 1926. احتوت الكهوف على بقايا أشباه البشر، وعلى أغراض من صنع وإنتاج إنساني أيضا تعود  للحضارة الموستيرية، وعلى أغراض أشولينية.
تم الإعلان عن معظم المساحة التي يمتد عليها وادي العامود/نهر العامود (8923 دونم)، كمحمية طبيعية، وقد أعلن عن ذلك في عام 1972.